# Alberts Bels
Alberts Bels (6. října 1938 – 11. června 2024) byl lotyšský spisovatel a prozaik. Do roku 1971 působil pod jménem Jānis Cīrulis.

## Život a dílo
Alberts Bels vystudoval elektrotechnickou fakultu stavební technické školy v Rize, od roku 1955 do roku 1956 studoval ve škole cirkusového umění v Moskvě. Po splnění povinné vojenské služby dálkově vystudoval vysokou školu v Rize. Zúčastnil se Vyššího scenáristického kurzu v Moskvě. Od roku 1963 se věnuje psaní. Od roku 1990 do roku 1993 působil jako poslanec.
Druhý Belsův román, napsaný roku 1967 – Bezmiegs (Nespavost), který otevřeně kritizoval sovětský režim, vyšel pod cenzurou roku 1987, necenzurovaný vyšel teprve v roce 2003. Některé Belsovy romány posloužily jako předlohy pro film, např. Uzbrukums slepenpolicijai (1974), Šāviens mežā (1983) nebo Būris (rež. Ansis Epners, 1993).

## Dílo v češtině
- Hlas volajícího (Saucēja balss, 1973, česky 1984)
- Střelnice (Poligons, 1977), Vyšetřovatel (Izmeklētājs, 1976), Klec (Būris, 1972) (všechny česky 1981)
- Nespavost (Bezmiegs, 1987, česky 2006)[1]